# Cuauhtunco
Cuauhtunco är en ort i Mexiko.   Den ligger i kommunen Milpa Alta och delstaten Distrito Federal, i den sydöstra delen av landet, 25 km söder om huvudstaden Mexico City. Cuauhtunco ligger 2 499 meter över havet och antalet invånare är 236.
Terrängen runt Cuauhtunco är kuperad åt sydost, men åt nordväst är den platt. Runt Cuauhtunco är det tätbefolkat, med 411 invånare per kvadratkilometer. Närmaste större samhälle är Iztapalapa, 15,7 km norr om Cuauhtunco. Trakten runt Cuauhtunco består till största delen av jordbruksmark.